# Samuel Kinkead
Samuel Marcus Kinkead (Sammy, Kink) (ur. 25 lutego 1897 w Johannesburgu, zm. 12 marca 1928 w Calshot) – brytyjski lotnik wojskowy, as myśliwski z okresu I wojny światowej.
Urodził się w Johannesburgu w Południowej Afryce. Wyjechał do Wielkiej Brytanii i podczas I wojny światowej wstąpił w październiku 1915 do lotnictwa brytyjskiej Marynarki Wojennej (Royal Naval Air Service - RNAS).
Służył początkowo w składzie 3. Morskiego Skrzydła na Bliskim Wschodzie, podczas kampanii dardanelskiej. Zestrzelił tam w sierpniu 1916 3 samoloty, latając na myśliwcach Bristol Scout, następnie Nieuport.
Jesienią 1916 Kinkead powrócił do Wielkiej Brytanii, po czym służył 
bojowo we Francji. Początkowo stacjonował w Dunkierce, po czym w połowie 1917 został skierowany do 1. Dywizjonu Lotnictwa Marynarki, walczącego w rejonie frontu, wyposażonego w trójpłatowe myśliwce Sopwith Triplane. Miał wówczas stopień podporucznika (Flt Sub-Lt). Czwarte zwycięstwo odniósł 17 września, piąte - 17 października. Łącznie odniósł na Triplane 6 zwycięstw (wszystkie na samolocie nr N5465, ostatnie 12 listopada 1917), po czym do końca roku odniósł jeszcze 5 zwycięstw na nowszym myśliwcu Sopwith Camel.
Po odpoczynku w Anglii, powrócił w marcu 1918 do swojej jednostki, która w kwietniu 1918 została przeformowana na 201. Dywizjon Royal Air Force. W składzie tego dywizjonu służył do sierpnia 1918, jako dowódca eskadry (flight). Latając Camelem odniósł podczas I wojny światowej 24 zwycięstwa, kończąc wojnę z wynikiem 33 zwycięstw.
W latach 1919-1920 walczył w składzie 47. Dywizjonu RAF podczas interwencji ententy na południu Rosji radzieckiej, latając tam na lekkich bombowcach DH-9, następnie Camelach. Zestrzelił tam kilka samolotów bolszewickich. Za ataki z małej wysokości na czerwoną kawalerię 12 października 1919 w obronie Carycyna został odznaczony orderem DSO. Dwa zestrzelenia zaliczono mu oficjalnie, podnosząc jego konto do 35. Służył następnie jako dowódca eskadry w 30. Dywizjonie RAF i brał udział w brytyjskich interwencjach w Mezopotamii i Kurdystanie
W latach 20. brał udział w składzie ekipy brytyjskiej w wyścigach wodnosamolotów Schneider Trophy. We wrześniu 1927 musiał wycofać się z wyścigu po 5. okrążeniu samolotem Gloster IV. Zginął w katastrofie wodnosamolotu Supermarine S.5 podczas prób prędkości przed kolejnym wyścigiem Schneider Trophy 12 marca 1928.

## Odznaczenia[4]
- Distinguished Service Order – 1 kwietnia 1920
- Distinguished Service Cross:
  - pierwsze nadanie – 22 lutego 1918
  - drugie nadanie – 26 kwietnia 1918
- Distinguished Flying Cross: 
  - pierwsze nadanie – 3 sierpnia 1918
  - drugie nadanie – 2 listopada 1918